# Šarbov
Šarbov est un village de Slovaquie situé dans la région de Prešov.

## Histoire
Première mention écrite du village en 1618. Rohožník était avec 13 habitants la troisième commune la moins peuplée de Slovaquie en 2009.

## Démographie

### Évolution de la population
| Année:               | 1994. | 2004.    | 2014. | 2024.    |
| -------------------- | ----- | -------- | ----- | -------- |
| Nombre de personnes: | 18    | 11       | 11    | 19       |
| Différence:          |       | -38,88 % | +0 %  | +72,72 % |

| Année:               | 2023. | 2024. |
| -------------------- | ----- | ----- |
| Nombre de personnes: | 19    | 19    |
| Différence:          |       | +0 %  |